# 木村芳晃
木村 芳晃（きむら よしあき、1957年8月25日 - ）は、群馬県出身の元騎手（地方・高崎所属）。

## 経歴
1974年4月18日の第6競走・フアストメリツト（7頭中4着）で初騎乗を果たし、同年10月31日の第9競走・トツプソロンで初勝利を挙げる 。
1980年には青森産4歳牝馬のヤスフジで高崎大賞典を制し、1981年には同馬で同レース初の連覇を達成したほか、牝馬で唯一の大賞典馬となった
。
1985年には中央時代に日経賞を制していたシンザン産駒アサヒテイオーで高崎大賞典3勝目を挙げ、1992年にはサンエイソロン産駒サンエイスピードで高崎ダービーを制覇。
1995年にはオキノタツヨシで宇都宮記念ではブライアンズロマンの3着に入り、高崎大賞典で優勝 。
1997年からは中央から移籍してきたメジロモネとのコンビで活躍し、1998年には中山のマーチステークスでは14頭中12番人気ながらワイルドブラスター・エムアイブランに次ぐと同時にビーマイナカヤマ・ミスタートウジンを抑えての4着、引退レースとなった2000年の高崎大賞典では11歳ながら3着に入った。
2000年には12頭中12番人気のアイアイダイアナでクイーンカップ、2001年にはモールドオプトレーで宇都宮記念を逃げ切り、2001年の高崎大賞典ではダイワトニービンで2着と好走。
2004年では上山の廃止に伴い移籍してきたタワリングドリームとのコンビで開設記念を制し、群馬記念ではストロングブラッド・プリサイスマシーン・ノボジャックに次ぐと同時にトーシンブリザードに1馬身付けての5着と好走、坂東太郎賞ではマキバスナイパーを抑えて圧倒的人気に応えた。
2004年12月19日の高崎第4競走C1 5普通・フジノキタカミが最後の勝利となった。
開催最終日となった同31日は全12鞍に騎乗予定であったが、積雪の影響から第8競走終了後に高崎大賞典を含む残りの競走を中止することが決定したため、第8競走A B1普通・ヤマノザオースキー（12頭中6着）が最後の騎乗となり、同年限りで現役を引退。

## 通算成績
- 13952戦1896勝　勝率13.6%、連対率26.3%

主な騎乗馬
- ヤスフジ（1980年・1981年高崎大賞典）
- アサヒテイオー（1985年高崎大賞典）
- ヨウメイワールド（1990年アラブ3才チャンピオン、北関東アラブチャンピオン、1992年アラブ大賞典【高崎】）
- ヨウメイスター（1991年アラブ3才チャンピオン、1993年アラブ大賞典【高崎】、高崎観音賞、1994年高崎観音賞、シルバー賞）
- サンエイスピード（1992年高崎ダービー）
- オキノタツヨシ（1995年高崎大賞典）
- ガイスト（1998年高崎皐月賞）
- エムジーシューマ（1998年オールスターカップ）
- アイアイダイアナ（2000年クイーンカップ【高崎】、北関東オークス）
- モールドオプトレー（2001年宇都宮記念）
- ミハタバルゴウ（2003年北関東オークス、ひまわり賞【水沢】）
- タワリングドリーム（2004年開設記念【高崎】、坂東太郎賞）
- メジロモネ